# Шахан (Карагандинская область)
Шаха́н (каз. Шақан) — посёлок городского типа в Карагандинской области в Казахстане. Находится в подчинении Шахтинской городской администрации. Административный центр и единственный населённый пункт Шаханской поселковой администрации. Код КАТО — 352835100.

## География
Расположен на правобережье реки Шерубайнура, в 12 км к северу от города Шахтинска, в 35 км к западу от центра Караганды.

## История
Основан в 1950 году в связи с освоением Тентекского месторождения Карагандинского угольного бассейна.
1 января 2017 года произошло обрушение подъезда многоквартирного дома из-за взрыва отопительного котла, в результате погибло девять человек и ещё двое пострадало.

## Население
| Численность населения | Численность населения | Численность населения | Численность населения | Численность населения | Численность населения | Численность населения |
| 1970                  | 1979                  | 1989                  | 1991                  | 1999                  | 2009                  | 2011                  |
| --------------------- | --------------------- | --------------------- | --------------------- | --------------------- | --------------------- | --------------------- |
| 20 363                | ↘19 503               | ↘18 552               | ↘18 400               | ↘12 020               | ↘8289                 | ↘8047                 |
| 2012                  | 2013                  | 2014                  | 2015                  | 2016                  | 2017                  | 2018                  |
| ↘8036                 | ↗8077                 | ↗8102                 | ↘8072                 | ↘8016                 | ↗8185                 | ↗8209                 |
| 2019                  | 2020                  | 2021                  | 2022                  |                       |                       |                       |
| ↗8427                 | ↗13 423               | ↗15 342               | ↗16 789               |                       |                       |                       |

## Социальная инфраструктура
На 2021 год в посёлке функционируют 2 средние школы КГУ ОШ № 12, ОШ № 2 (727 учащихся), 1 детская школа искусств (130 учащихся), МБСЧ (модельная библиотека семейного чтения) филиал № 8. Также функционирует детский сад «Берёзка», который на сегодняшний день посещает 201 ребёнок.
Медицинские услуги населению оказывает КГП «Поликлиника г. Шахтинска» (300 человек в день). Также на территории расположен дом престарелых.

## Экономика
В 1986 году в посёлке функционировали: завод ЖБИ, пять школ, дом культуры и кинотеатр «Спутник»; близ Шахана действовали шахты «Шаханская», «Степная» (объединены) и «Молодёжная».
На 2021 год функционируют шахты (между Шахтинском и Шаханом) «Шахтинская», «Тентекская», «Казахстанская» и имени Ленина угольного департамента компании «АрселорМиттал Темиртау».

## Русская православная церковь
- Свято-Никольский храм[16]